# Pseudo-Geber

Geberi philosophi ac alchimistae maximi de alchimia libri tres, 1531, [https://www.chemheritage.org Chemical Heritage Foundation

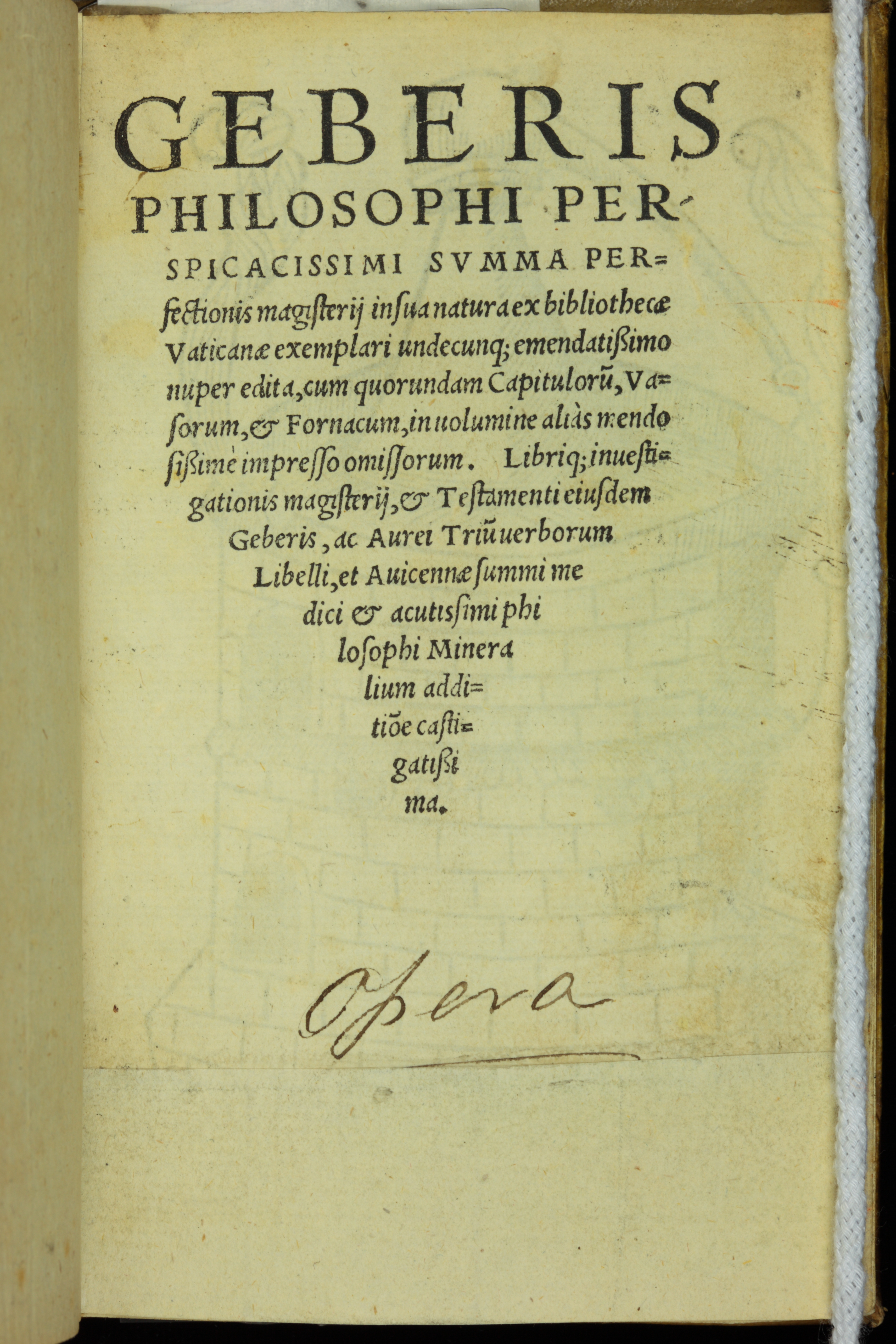
Geberis philosophi perspicacissimi, summa perfectionis magisterii, 1542

Pseudo-Geber (cioè falso Geber) è il nome assegnato dagli studiosi moderni ad un anonimo alchimista europeo nato nel XIII secolo, che scrisse libri di alchimia e metallurgia in latino, sotto la pseudonimo di "Geber".

## L'alchimia
"Geber" è la forma abbreviata e latinizzata del nome Jabir ibn Hayyan, famoso alchimista islamico del IX secolo. In Europa per molti secoli si pensò che "Geber" dovesse equivalere a Jabir ibn Hayyan e che i suoi libri fossero stati tradotti dall'arabo. L'alchimia araba era tenuta in grande considerazione dagli alchimisti medievali europei e così i testi attribuiti ad autori arabi erano ben considerati. Alcuni scritti arabi attribuiti a Jabir furono tradotti in latino nel periodo che va dall'11° al XIII secolo. (Altre fonti affermano che "Jabir non era noto in occidente nel 13° "secolo".) Altre opere in arabo attribuite a Jabir ibn Hayyan furono in realtà scritte in arabo dopo la sua morte, avvenuta nell'815.
Le teorie sviluppate nella Summa perfectionis ispirarono una serie di pubblicazioni di altri autori europei che pure si firmarono "Geber", dato che in epoca medievale non era affatto rara la pseudoepigrafia, cioè la pratica di adottare il nome di un illustre predecessore. Un altro esempio è quello dello Pseudo-Aristotele: nel medioevo circolarono numerosi scritti dove si dichiarava che l'autore fosse il famoso Aristotele, ma che in realtà non furono scritti dal vero Aristotele.

## Il "Corpusdello Pseudo-Geber" e il problema di Geber
I seguenti libri sono considerati "Corpus dello Pseudo-Geber" (o "Corpus del Geber latino"):
- Summa perfectionis magisterii (La massima perfezione dell'insegnamento)
- Liber fornacum (Il libro delle fornaci)
- De investigatione perfectionis (La ricerca della perfezione)
- De inventione veritatis (La scoperta della verità)
- Testamentum Geberi (Il testamento di Geber)
- Alchemia Geberi (L'alchimia di Geber)

Questi libri furono pubblicati varie volte a stampa nella prima metà del XVI secolo, ma erano già in circolazione come manoscritti da circa 200 anni. Si dichiara che l'autore sia "Geber" o "Geber Arabis" (in latino, Geber l'Arabo), e in alcune copie si dichiara che il traduttore sia "Rodogero Hispalensi" (in latino, Rodogero lo Spagnolo).
I libri dello Pseudo-Geber furono ampiamente letti e influenzarono gli alchimisti europei dato che erano la più chiara esposizione della teoria alchemica e delle procedure di laboratorio disponibili fino ad allora, in un campo dove il misticismo, la segretezza e l'incomprensibilità erano la regola. La Summa Perfectionis in particolare è stato uno dei libri di alchimia più letti in Europa occidentale nel tardo Medioevo. I successivi tre libri della lista sono più brevi, e sono sostanzialmente dei riassunti del materiale contenuto nella Summa perfectionis. Gli ultimi due libri elencati, Testamentum Geberi e Alchemia Geberi, sono «assolutamente falsi, essendo stati scritti in un periodo successivo [rispetto agli altri quattro]», come scrisse Marcellin Berthelot, e di solito non sono inclusi nel Corpus dello Pseudo-Geber. Il loro autore non è lo stesso degli altri testi, ma non è neanche certo che i primi quattro siano dello stesso autore.
Come già accennato, durante tutto il periodo medievale e rinascimentale si riteneva che il Corpus dello Pseudo-Geber fosse stato tradotto dall'arabo. Questa ipotesi è stata abbandonata alla fine del XIX secolo, sulla base degli studi di Kopp, Hoefer, Berthelot, e Lippmann. Il Corpus è chiaramente influenzato da scrittori medievali arabi (specialmente da Al-Razi, e non particolarmente dall'omonimo Jabir). Si stima che i primi quattro libri siano apparsi attorno al 1310, e non possono datare da molto prima, poiché in nessuna parte del mondo esistono riferimenti alla Summa Perfectionis prima o durante il XIII secolo. Ad esempio, non se ne fa menzione nel XIII secolo negli scritti di Alberto Magno e Ruggero Bacone. Non esistono copie in arabo.
Il loro contenuto riflette lo stato delle conoscenze in Europa intorno al 1300. Come ha scritto uno storiografo della chimica: «Una evidenza importante è l'assenza nei testi arabi dei fatti nuovi e originali riportati nei testi in latino, in particolare... acido nitrico, acqua regia, olio di vetriolo, nitrato d'argento...» L'acqua regia è una miscela di acido nitrico e acido cloridrico e nella storia del mondo è documentata per la prima volta nello Pseudo-Geber. Il nitrato di argento appare probabilmente in Alberto Magno nel XIII secolo, e non è nominato in precedenza.
Lo storico della chimica Eric John Holmyard scrisse nel suo libro Alchemy del 1957:
« Improvvisamente sorge la questione se le opere latine siano veramente tradotte dall'arabo, o scritte da un autore latino e, secondo una pratica comune, attribuite a Jabir per aumentare la loro autorevolezza. Che esse siano basate sulla teoria e pratica alchemica musulmana non è in discussione, ma lo stesso si può dire della maggior parte dei trattati latini di alchimia di quel periodo, e da vari giri di frase sembra probabile che il loro autore fosse capace di leggere l'arabo. Tuttavia, lo stile generale delle opere è troppo chiaro e sistematico per trovarvi uno stretto parallelismo con uno qualsiasi degli scritti conosciuti come corpus Jabiriano, e cerchiamo invano in loro un qualsiasi riferimento alle idee tipicamente Jabiriane di "equilibrio" e di numerologia alfabetica. Infatti, considerata la loro età, danno una notevole impressione di praticità, la teoria viene esposta con un minimo di prolissità, e vengono dati molti precisi dettagli pratici. L'impressione generale che trasmettono è di essere il prodotto di una mente occidentale piuttosto che orientale, e una probabile ipotesi è che siano stati scritti da uno studioso europeo, forse nella Spagna moresca. Qualunque sia la loro origine, sono diventati il riferimento principale dell'antica alchimia occidentale e hanno tenuto questa posizione per due o tre secoli. »
Un altro storico della chimica scrive che la questione dell'identità di Geber, se egli sia l'originale Jabir o uno "pseudo-Geber" adottando il suo nome, è "ancora in discussione", ma poi continua riferendosi a Geber come "un autore latino". Gli storici di chimica che pensano che la questione sia ancora in discussione sono pochi e lontani tra loro; uno è Ahmad Y. al-Hassan. In ogni caso, l'identità di questo autore latino rimane un mistero. Egli può essere vissuto in Italia o in Spagna, o in entrambi i paesi. Questo personaggio anonimo viene a volte identificato con Paolo di Taranto. Alcuni libri nel corpus Geber potrebbero essere stati scritti da autori successivi rispetto all'autore della Summa Perfectionis. Come già menzionato, il contenuto della maggior parte degli altri libri nel corpus sono per lo più ricapitolazioni della Summa Perfectionis. Quello intitolato De Inventione Veritatis, pur essendo per lo più una ricapitolazione della Summa Perfectionis, contiene la prima ricetta nota per la preparazione di acido nitrico.

## Contenuto delCorpusdello Pseudo-Geber
Seguendo i principi del corpuscolarismo alchemico, l'autore presume che tutti i metalli siano composti da corpuscoli di zolfo e mercurio riuniti e fornisce descrizioni dettagliate delle proprietà metalliche in questi termini. Spiega l'uso di un elisir per trasmutare i metalli vili in oro (vedi pietra filosofale) e difende ampiamente l'alchimia dall'accusa che la trasmutazione dei metalli sia impossibile. Le sue indicazioni pratiche per le procedure di laboratorio sono talmente chiare da rendere evidente che egli fosse in grado di eseguire molte operazioni chimiche. Le sue opere contengono le prime ricette per la produzione di acidi minerali. Queste opere di chimica sono rimaste ineguagliate fino al XVI secolo, con la pubblicazione degli scritti del metallurgista Vannoccio Biringuccio, del mineralogista Georg Agricola e del maestro di zecca Lazarus Ercker.